# Zielstock
Ein Zielstock, auch Schieß- oder Pirschstock genannt, ist eine Auflage für ein Gewehr, um dieses ruhig zu halten und einen präzisen Schuss zu platzieren. Er ist die moderne Form der im 16. Jahrhundert genutzten Musketengabel. Zielstöcke werden von Jägern, Scharfschützen sowie Sportschützen verwendet.
Am Vorderschaft ansteckbare Zweibeine sind in der Regel für den liegenden Anschlag ausgelegt, größere Exemplare erlauben auch einen sitzenden Anschlag. Dadurch wird die Waffe jedoch insgesamt schwerer und unhandlicher. Soll die Waffe im knienden oder stehenden Anschlag abgestützt werden, bedarf es eines Zielstocks.
Zielstöcke gibt es als Einbein, Zweibein, Dreibein oder sogar 4-beinige Varianten. Materialien sind Holz, Aluminium oder Kunststoff.
Zielstöcke mit nur einem Bein werden nur in den Boden gesteckt und sind daher weniger stabil, aber am flexibelsten und schnell beweglich. Sie werden hauptsächlich für die Pirschjagd gebraucht. Bei dieser Jagdform bewegt sich der Jäger auf das Wild zu; bei Wildkontakt muss dieser schnell einen stehenden Anschlag annehmen. Dabei wird der Stock mit einer Hand umfasst und diese dient als Auflage für den Vorderschaft der Waffe. Oft wird zu diesem Zweck ein ohnehin mitgeführter Bergstock verwendet.
In manchen Jagdgebieten in großen offenen Graslandschaften sind oft Schüsse auf lange Distanzen erforderlich. Hohes Gras verhindert den sitzenden Anschlag, Bäume zum Abstützen sind rar. Insbesondere in diesen Jagdgebieten sind zwei- oder dreibeinige Zielstöcke erforderlich. Diese Maßnahme soll auch die Ermüdung des Schützen, der eine längere Zeit zielend auf den geeigneten Moment abwartet, verringern.
Militärischer Einsatz unterscheidet sich grundlegend vom jagdlichen. Das Militär setzt die Zielstöcke hauptsächlich im Kampf im bebauten Gelände ein. Dort gibt es in der Regel eine Vielzahl guter Abstützpunkte (z. B. Fensterbank), jedoch würde diese Position den Schützen sofort verraten und ihn selbst zum Ziel machen. Deswegen wird stattdessen aus der Raummitte heraus geschossen. Da geeignete Zielstöcke oft nicht verfügbar sind, behelfen sich die Soldaten mit improvisierten Materialien.
Dedizierte Zielstöcke sind oft teleskopartig ausziehbar und haben oben eine zweizinkige Auflage für den Vorderschaft die Waffe. Es gibt auch Varianten mit Vorder- und Mittelschaftauflage.
Dreibeinige Zielstöcke sind schwerer und komplexer aber bieten die beste Stabilität und können alleine stehen, ohne vom Schützen festgehalten zu werden. Bei dreibeinigen Zielstöcken sollte ein Bein in Richtung Ziel zeigen. Beim Abschuss wird dann der Rückstoß das Gewehr mit dem Zielstock in Richtung des Schützen kippen, genauso wie bei einem zweibeinigen Zielstock. Ansonsten kippt der dreibeinige Zielstocke unkontrolliert zu einer Seite.
Manche Zielstöcke können mit Hilfe eines Adapters zu einem Stativ für Kamera oder Fernrohr verändert werden. Umgekehrt ist es ebenso möglich Fotostative (einbeinige; zweibeinige) mit einem Gabelkopf oder einem Sandkissen zu einem Zielstock umzubauen.

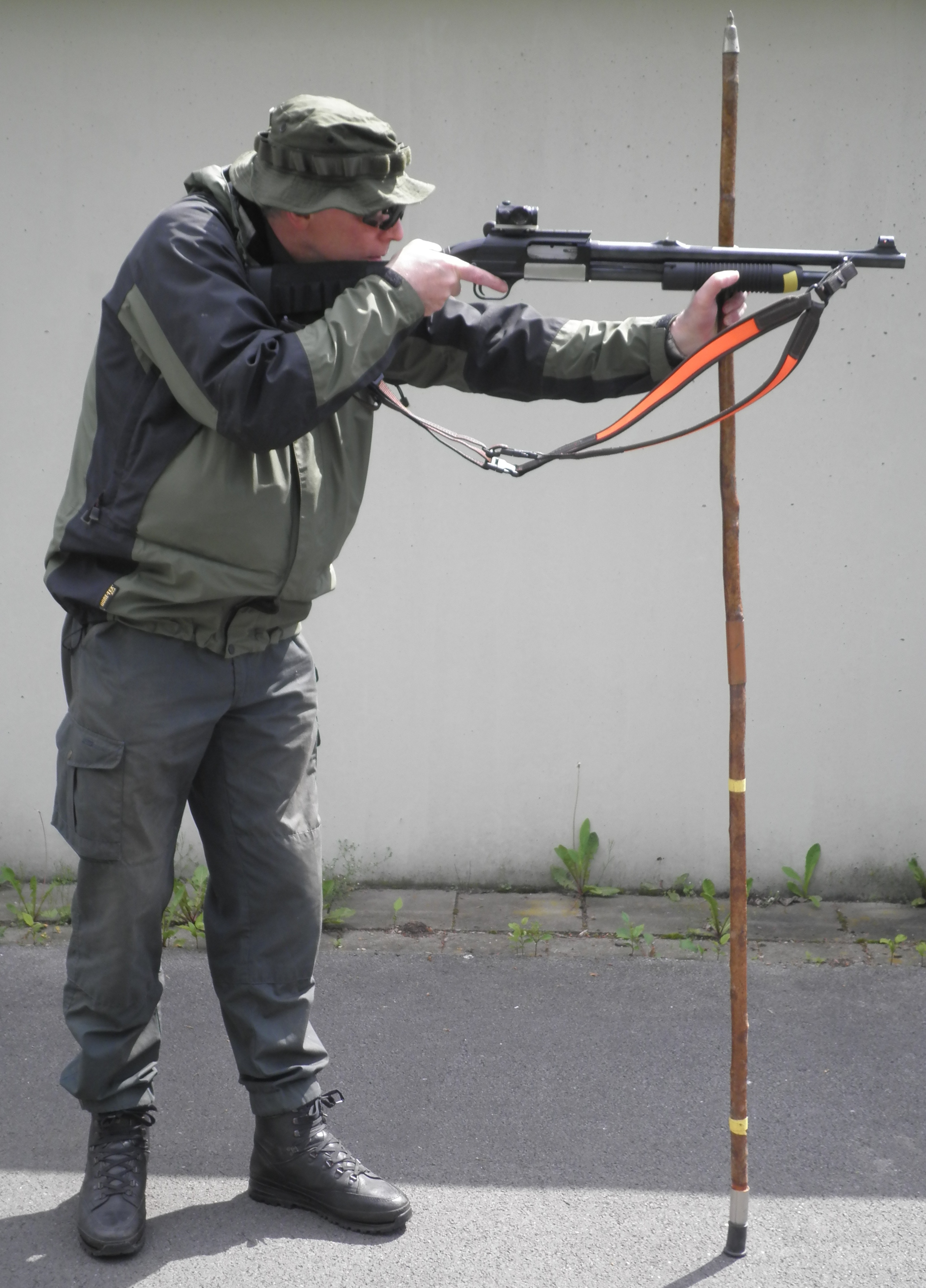
Benutzung eines einfachen Zielstocks
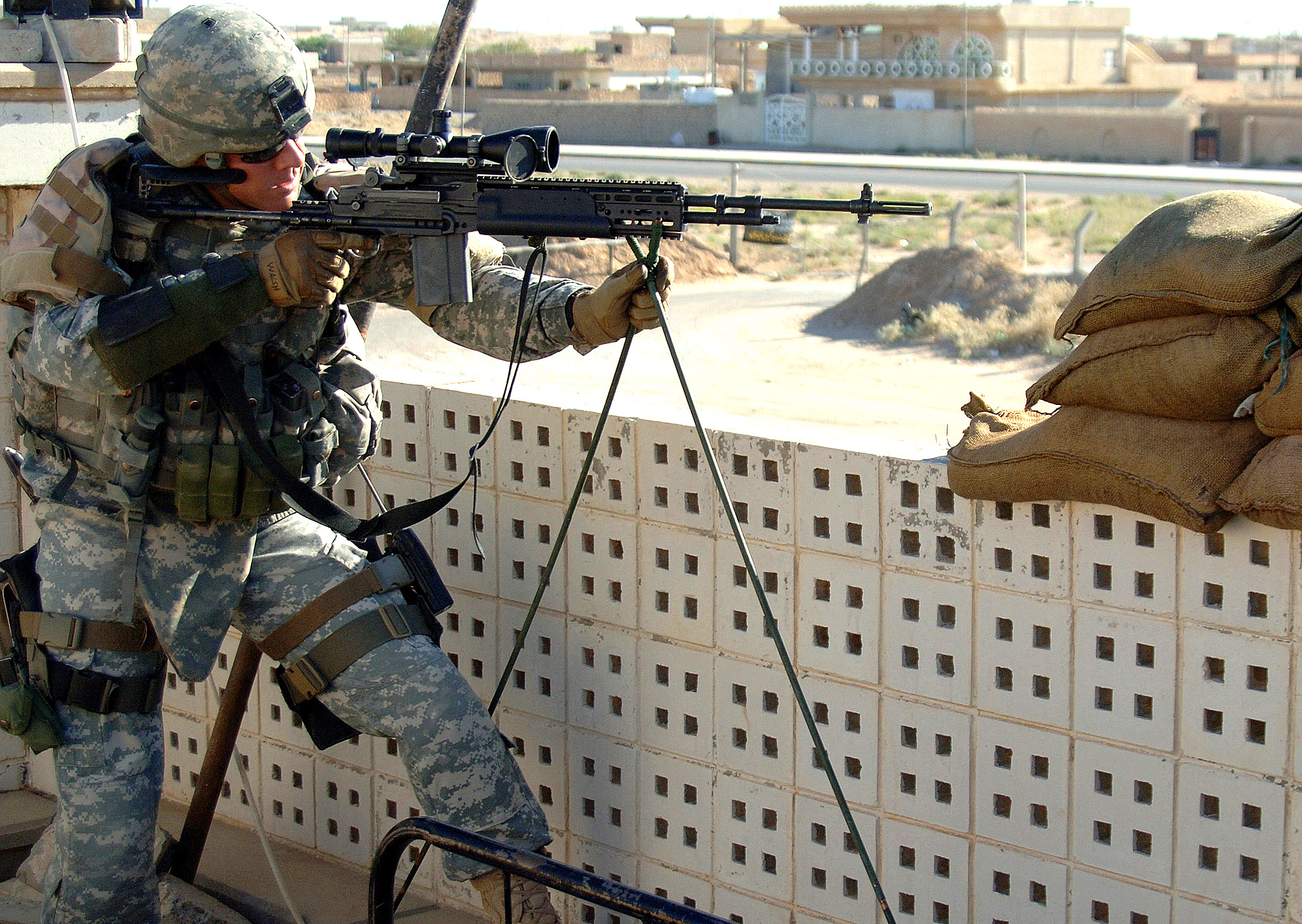
US-Soldat mit Zweibein-Zielstock
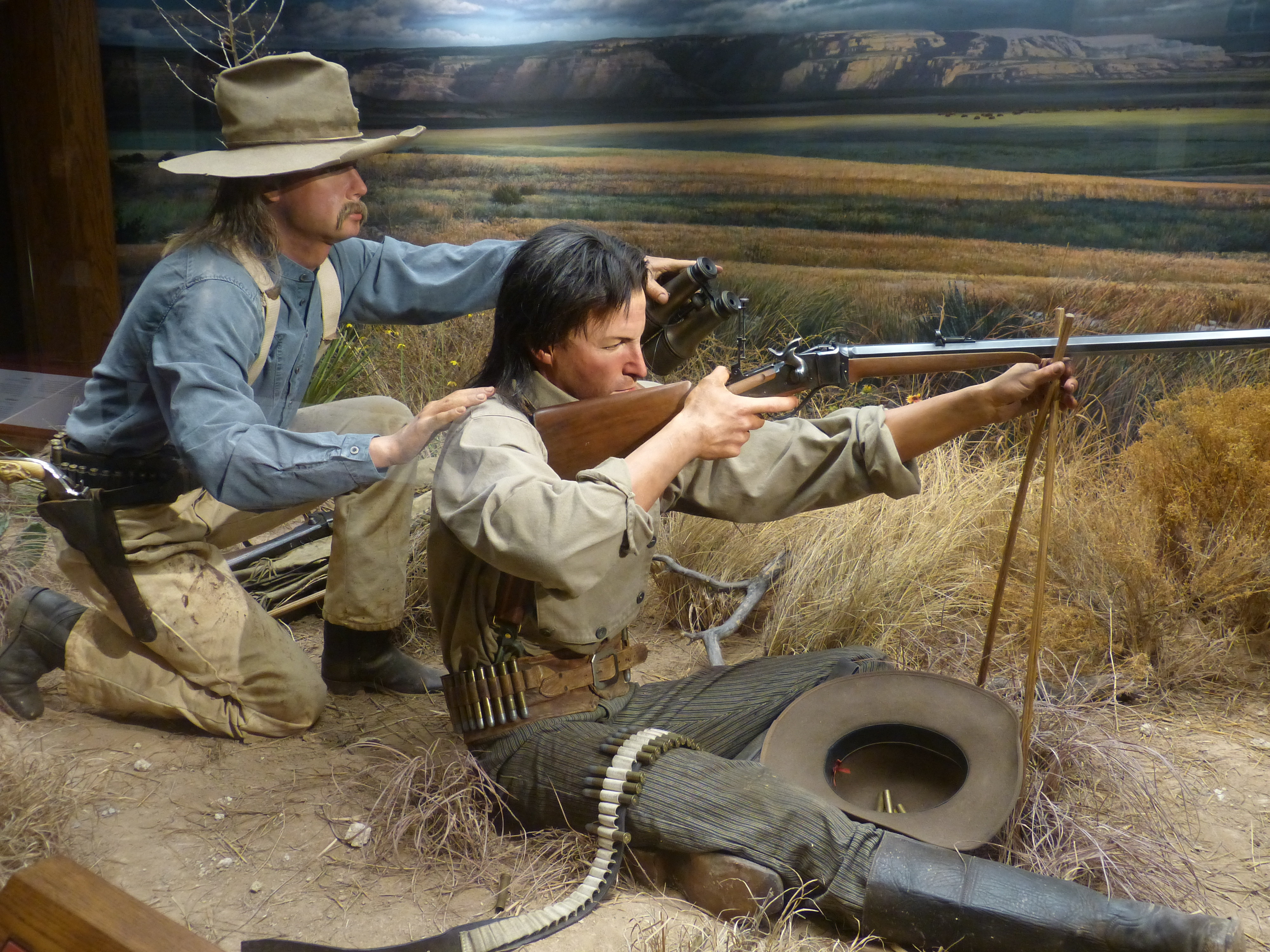
Jagd-Szene aus dem 19. Jahrhundert; provisorischer Zweibein-Zielstock
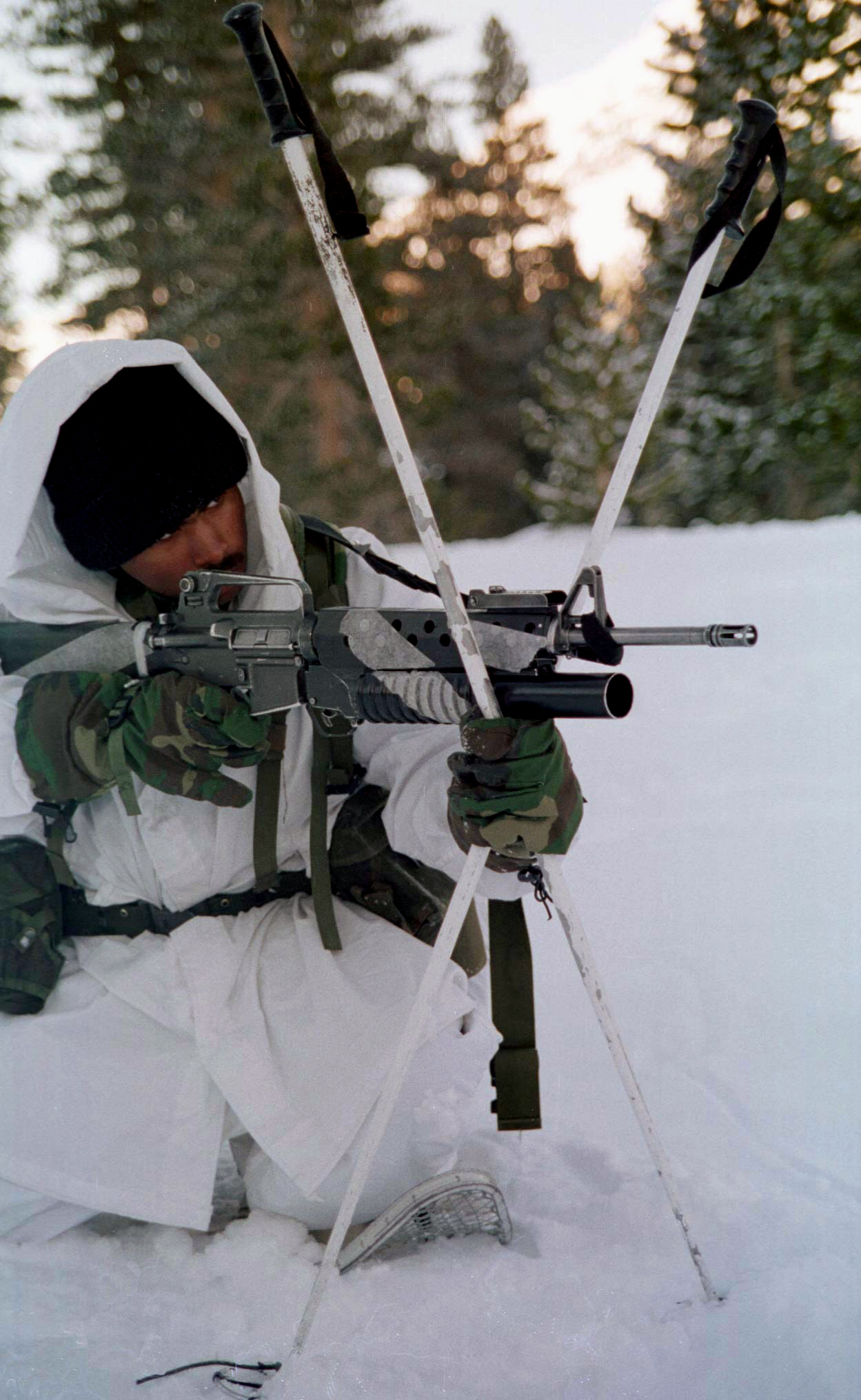
Skistöcke werden als Zweibein-Zielstock verwendet
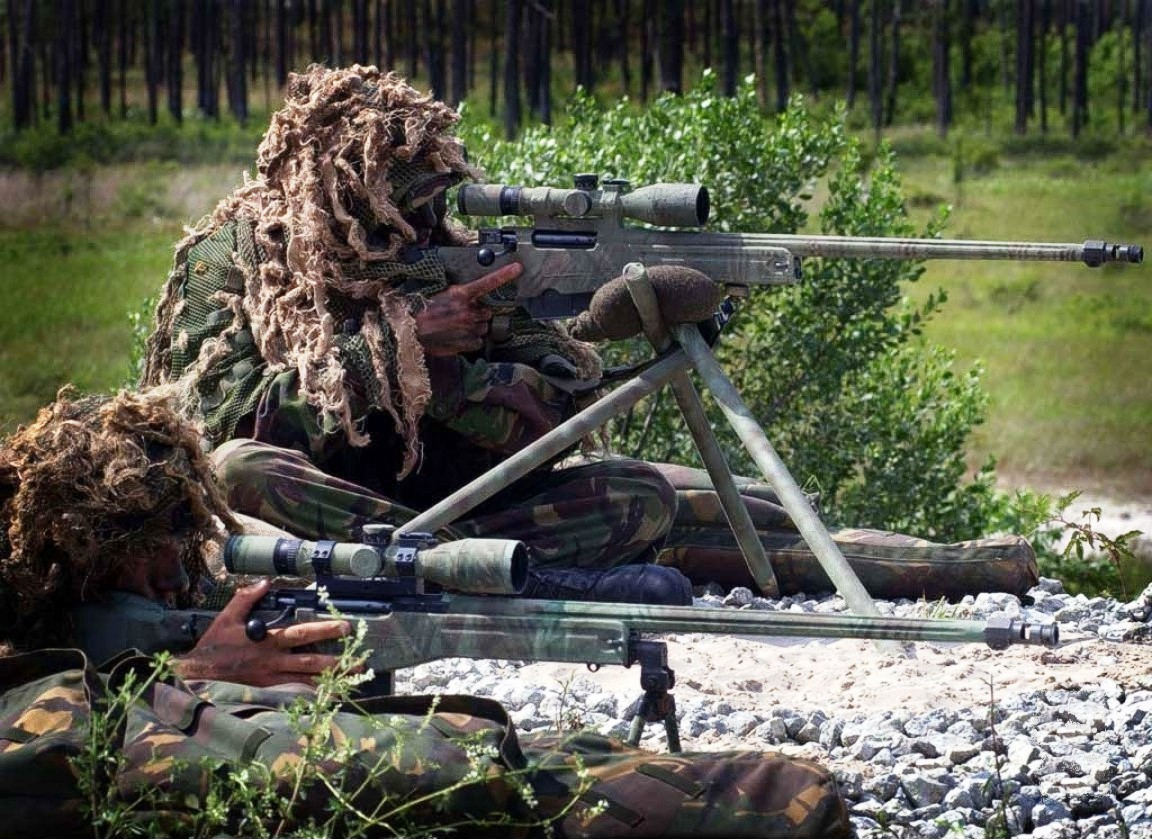
Royal Marine mit Dreibein-Zielstock
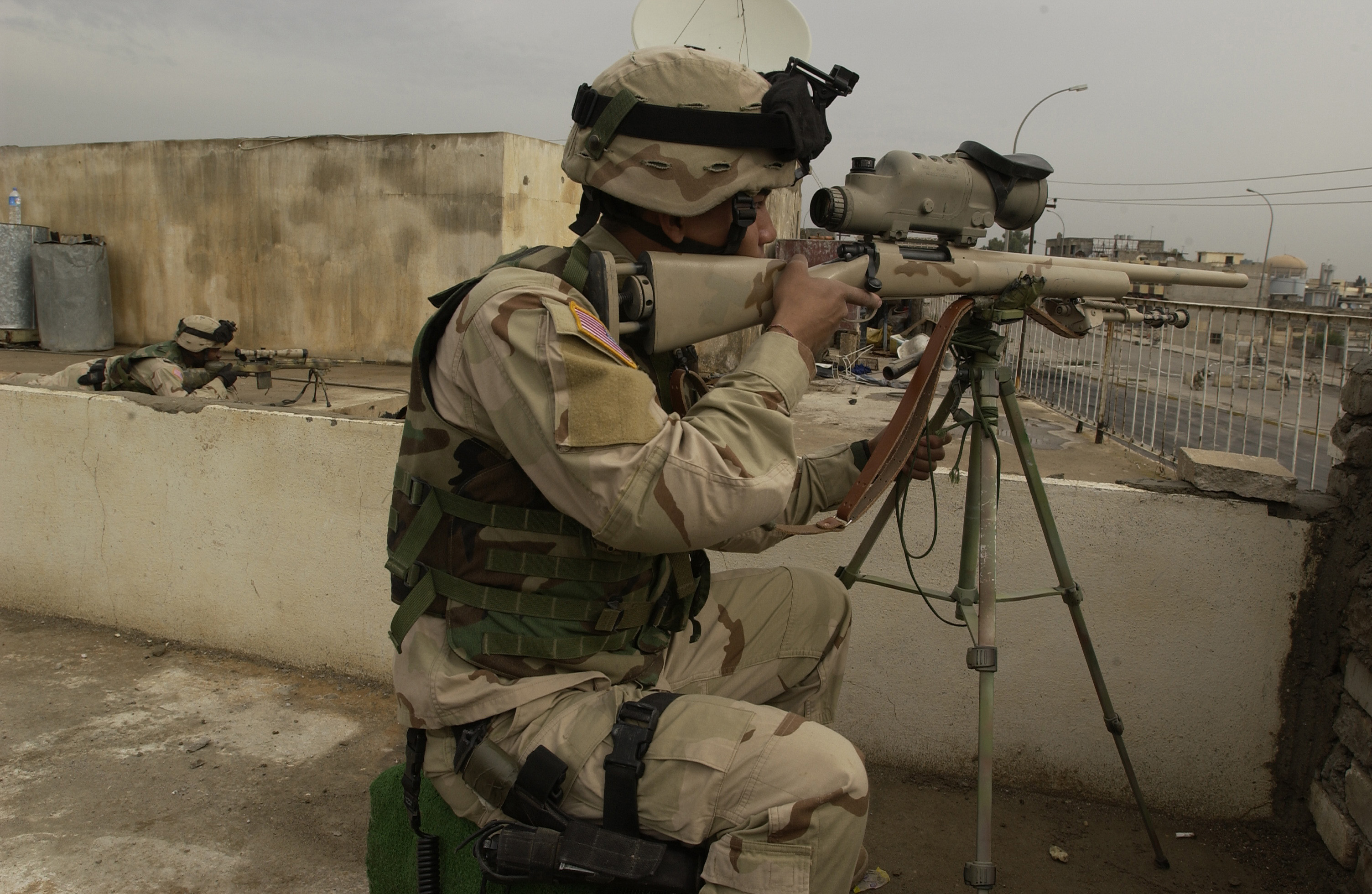
Gewehr auf einem modernen Dreibein-Zielstock